# Christof Loy
Christof Loy, né le 5 décembre 1962 à Essen, est un metteur en scène allemand spécialisé dans l'opéra. Ses réalisations ont reçu plusieurs récompenses. Il aborde tous les répertoires de l'art lyrique et se produit sur toutes les grandes scènes d'opéra.

## Formation
Christof Loy est le fils de l'architecte Horst Loy (de) et a commencé très jeune ses études de mise en scène, à la Folkwangschule avec Dieter Bülter-Marell. Il reçoit le prix de son école pour sa première mise en scène, celle de l'opéra comique de Télémann, Pimpinone. Il poursuit ses études, à Essen jusqu'en 1982, puis à l'Université de Munich où il approfondit sa connaissance de la dramaturgie théâtrale et de l'histoire de l'art. En 1984 il est assistant metteur en scène au Musiktheater im Revier, à Gelsenkirchen, avant de rejoindre en 1986 le Hessisches Staatstheater de Wiesbaden, où il travaille à partir de 1990 comme metteur en scène indépendant. Il fait alors ses débuts de metteur en scène, essentiellement pour les opéras de Mozart, à  Stuttgart avec Die Zauberflöte en 1990, à Freiburg avec Die Entführung aus dem Serail en 1992, à Bruxelles avec Le nozze di Figaro (1998), puis à  Dusseldorf où il réalise des scénographies originales de La finta giardiniera (1998), Lucia di Lammermoor (1999), Il turco in Italia (1999).

## Ses débuts
Puis son répertoire se diversifie. En 2000, à Dusseldorf, il propose une version de Carmen « qui évite soigneusement les éléments espagnols dits folkloriques », reprise par la suite en 2006 à Cologne.
En 2001 il monte L'italiana in Algeri au  Deutsche Oper am Rhein. En 2002, sous la direction musicale d'Antonio Pappano qui vient d'être nommé à la tête du Royal Opera House de Londres, il monte Ariadne auf Naxos pour sept représentations. Sa toute nouvelle mise en scène est reprise à Londres en 2004, 2008, 2014 et 2015 et en 2007 au Grand Théâtre de Genève.
Les mises en scène de ses débuts sont peu à peu reprises : ainsi en est-il de celle d'Il turco in Italia qui arrive à Strasbourg en 2004 puis à Hambourg en 2005 ou de celle de Lucia di Lammermoor, reprise à Londres sous la direction d'Evelino Pido en 2003, mise en scène diversement appréciée.
En 2004, sa mise en scène de Roberto Devereux reprise plusieurs saisons de suite à l'Opéra de Munich est enregistrée en 2005 avec Edita Gruberova et donne lieu à un DVD.
En 2005 il aborde Les Troyens à la Deutsche Oper am Rhein qui propose les deux parties de la grande fresque de Berlioz dans deux salles différentes : « la première partie est donnée à 15 heures à Duisburg, alors que la deuxième partie a lieu à Düsseldorf à 19 heures 30 » comme le rapporte l'article de Res Musica qui souligne que « grâce notamment à une direction d’acteurs exemplaire, la mise en scène est pourtant très efficace ».
Et c'est à nouveau en collaboration avec Antonio Pappano qu'il réalise la mise en scène de Tristan und Isolde en 2009, avec Nina Stemme et Ben Heppner, ainsi caractérisée par The Guardian : « Shelley famously warned us not to lift "the painted veil" that separates illusion from reality for fear it might destroy us. Christof Loy's new production of Tristan und Isolde brings his words to mind on more than one occasion ». La production est reprise au Royal Opera House en 2014, avec Nina Stemme et Stephen Gould.
En 2008 il monte l'opéra français Louise, situant l'action dans la salle d'attente d'un médecin, ce qui ne fait pas l'unanimité, et est même jugé par un critique « en flagrante contradiction avec la musique imaginée par le compositeur ».
Sa production de Lulu, remarquée par Res Musica qui souligne que « la force du metteur en scène est d’imposer une lecture claire des relations entre les personnages tandis que l’abstraction scénique renforce les liens entre les protagonistes du drame », est enregistrée en 2009 et donne lieu à un DVD sous la direction d'Antonio Pappano, tandis que celle de la Donna del Lago en 2010 est huée lors de la première au Grand Théâtre de Genève.

## Carrière internationale
Malgré les controverses, Christof Loy travaille sur des mises en scène de plus en plus nombreuses et variées et devient l'un des metteurs en scène de référence de l'opéra. À propos de son Macbeth en 2012 au Grand Théâtre de Genève un article du Temps souligne : « Il a su se frayer une voie dans le sillage du Regietheater à l’allemande, optant pour des mises en scène le plus souvent épurées. ».
Les appréciations restent contrastées au fur et à mesure que ses mises en scène font le tour des grandes scènes d'opéra et des grands festivals. Son Alceste au Festival d'Aix-en-Provence en 2010 est critiqué, tandis que celles des Vêpres Siciliennes en 2011 à Genève, divise les critiques qui la saluent « l’adaptation habile de Loy est une véritable réussite qui, si elle ne fait pas l’unanimité, prend ici tout son sens. » ou, à l'inverse, soulignent à quel point elle a été huée à la Première.
En 2011 au festival de Salzbourg, de Richard Strauss, il monte Die Frau Ohne Schatten, sous la direction musicale de Christian Thielemann, dont il sera tiré un DVD puis c'est au tour de son Daphné à l'Opéra de Bâle en 2015.
Toujours en 2015, il monte également le rare Medea au Grand Théâtre de Genève et I Capuleti e i Montecchi  à Zurich.
Sa mise en scène de Peter Grimes pour le Theater an der Wien est récompensée par l'international opera Award de la meilleure nouvelle production de l'année, en 2016.
En 2016 il crée une mise en scène moderne pour Lucrezia Borgia à l'Opéra de Munich avec Edita Gruberova.
En 2017, il participe en tant que metteur en scène à la création de l'opéra Edward II du compositeur suisse Andrea Lorenzo Scartazzini (en), sur un livret de Thomas Jonigk, tiré de la pièce éponyme de Christopher Marlowe, au Deutsche Oper de Berlin.
Toujours en 2017 il met en scène La Forza del destino à l'opéra d'Amsterdam, à propos de laquelle il explique « son approche fondée d’abord sur le rapport à la foi et à la religion, avec lesquelles Verdi avait toujours entretenu des relations complexes ». La production de Loy est reprise au Royal Opera House en 2019 et retransmise en direct au cinéma avec Anna Netrebko, Jonas Kaufmann  et Ludovic Tézier sous la direction d'Antonio Pappano.
Toujours en 2017, il crée une nouvelle production des Nozze de Figaro pour l'opéra de Munich, qui succède à celle de Dieter Dorn, en place depuis plus de vingt ans.
Au festival de Salzbourg de l'été 2017, il monte Ariodante, mise en scène qui sera reprise en 2019 à l'Opéra de Monte Carlo. Forum Opéra pour analyser la signification de la mise en scène note : « Christof Loy semble donc s’être concentré sur ce thème des apparences trompeuses, récurrent dans le théâtre baroque ».
En 2018, le Théâtre des Champs Elysées à Paris, reprend une mise en scène d'Alcina créée en 2014 à Zurich avec Cecilia Bartoli. Cette fois c'est Julie Fuchs qui incarne Morgana.
Le Deutsche Oper de Berlin fait également appel au metteur en scène en 2018, pour le rare Das Wunder der Heliane et le travail du metteur en scène suscite des éloges dans la critique tels que : « Comme toujours avec Loy, le travail de dramaturgie au cordeau, parmi les meilleurs au monde sur les scènes d’opéra, suffit ici pour intéresser l’auditeur et porter surtout l’attention vers la superbe musique orchestrale et vocale de Korngold ».
La même année 2018, il monte Tosca pour l'Opéra d'Helsinki.
En 2020, il réalise les mises en scène de Rusalka pour le Teatro Real de Madrid, les représentations avec Asmik Grigorian dans le rôle-titre, donnent lieu à un DVD qui sort chez Unitel en 2022. En 2021, l'Opéra de Francfort donne deux représentations de Francesca da Rimini, filmée et qui donnent lieu à un DVD en 2022. En avril 2022 il crée une nouvelle mise en scène de Fedora, toujours à l'opéra de Francfort.
En 2022 il adapte sur scène un opéra rare de Franz Schreker, Der Schatzgräber, au Deutsche Oper et à Strasbourg. Pour les fêtes de fin 2022, il met en scène pour l'Opéra de Francfort, La Veille de Noël, opéra de Rimski-Korsakov qui donne lieu à la sortie d'un DVD l'année suivante.
Il présente à nouveau une nouvelle mise en scène pour le festival de Salzbourg, Orfeo ed Euridice avec Cecilia Bartoli, à la session de Pentecôte puis celle de l'été en 2023.
En septembre 2023, il met en scène La rondine de Puccini à l'Opéra de Zurich avec Benjamin Bernheim et Ermonela Jaho.
Il participe à la renaissance de Guercœur d'Albéric Magnard, en mettant en scène son chef-d'œuvre en avril et mai 2024 à l'Opéra du Rhin.
En 2024 il met en scène Werther à la Scala de Milan, avec Benjamin Bernheim dans le rôle-titre. Le metteur en scène fait alors ses débuts à la Scala et sa proposition de scénographie « D’une épure confinant à une certaine sécheresse, la scénographie évacue donc presque complètement toute évocation de la nature, pourtant si essentielle chez le personnage éponyme », ne fait pas l'unanimité. Le Théâtre des Champs-Elysées reprend cette production en mars et avril 2025 où elle est à nouveau l'objet de controverse, « La trop grande intellectualisation de l’histoire de Werther par Loy crée une distanciation qui n’est pas comblée par une idée forte qui compenserait et permettrait de porter l’ensemble de manière équivalente ».

## Récompenses
- 1982 : Folkwang-Preis[47]
- 2001 : Duisburger Musikpreis
- 2003 : Nomination Laurence Olivier Award
- 2003 : Metteur en scène de l'année (Regisseur des Jahres) by Opernwelt (en)
- 2004 : Metteur en scène de l'année - Opernwelt (en)
- 2008 : Metteur en scène de l'année - Opernwelt (en)
- 2008 : Der "Faust" pour Così fan tutte à l'Oper Frankfurt - Faustverleihung 2008 (de)
- 2016 : International opera Award de la meilleure nouvelle production de l'année 2015 pour Peter Grimes au Theater an der Wien.
- 2017 : International Opera Award dans la catégorie « metteur en scène »[48].
- 2024 : International Opera Award dans la catégorie « metteur en scène »[49].